# Pinheiros (rivier)
De Pinheiros is een Braziliaanse rivier van de staat São Paulo, nationaal beroemd vanwege het begrenzen van de stad São Paulo. De Pinheiros ontstaat uit de samenloop van de Guarapiranga met de Rio Grande en mondt uit in de Tietê.
In de stad São Paulo wordt zij begrensd door de snelweg Marginal Pinheiros die samen met de snelweg Marginal Tiete het hoofdwegennet van de stad vormt (men schat dat 70% van de totale stroom van voertuigen dagelijks passeert langs een van beide snelwegen).

## Geschiedenis
In de koloniale tijden werd de Pinhheiros-rivier "Jurubatuba" genoemd, wat in het Tupi "plaats met veel jerivapalmen" betekent.

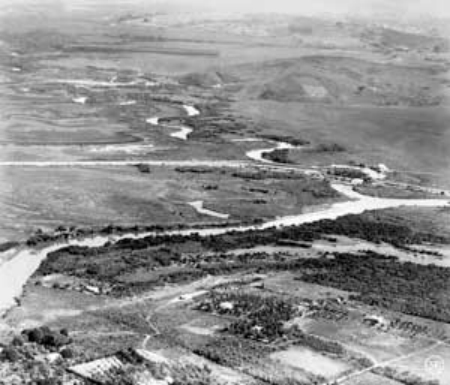
Samenvloeiing van de Pinheiros met de Tietê, c.1929 - Crédito anônimo

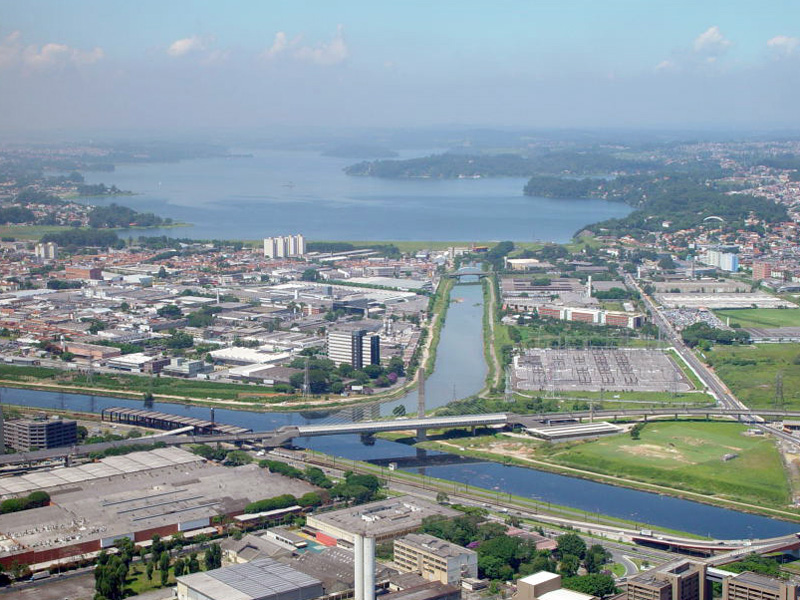
Vorming van de Pinheiros, rechts, de ontmoeting van de Rio Grande links, met de Rio Guarapiranga in het midden.

Door de Jezuïeten werd de rivier in 1560 tot Rio Pinheiros omgedoopt, toen zij een Indiaans sportcentrum opzetten, genaamd Pinheiros. Ze werd zo genoemd vanwege het grote aantal Araucaria's of pinheiros (pijnbomen) van Parana. De voornaamste weg die toegang gaf tot het centrum was "de weg van de Pinheiro's" en heet nu de "weg van de vertroosting"(Rua da Consolação).
Geleidelijk, door de constructie van de bruggen, werden de beide oevers van de rivier geoccupeerd. De bandeirante Fernão Dias Pais Leme maakte zich eigenaar van het land aan de rechteroever van de Pinheiros. De rechteroever had het fort Emboaçava om het dorp "São Paulo" te beschermen tegen de aanvallen van de inheemsen, wat in die tijd veelvuldig voorkwam. Bij het begin van de 20e eeuw, begon het landschap van de rivier zich te transformeren in functie van de nieuwe lichtingen met emigranten, voornamelijk Italianen en Japanners, die er ook van hielden om zich te installeren op de oevers van de rivier.

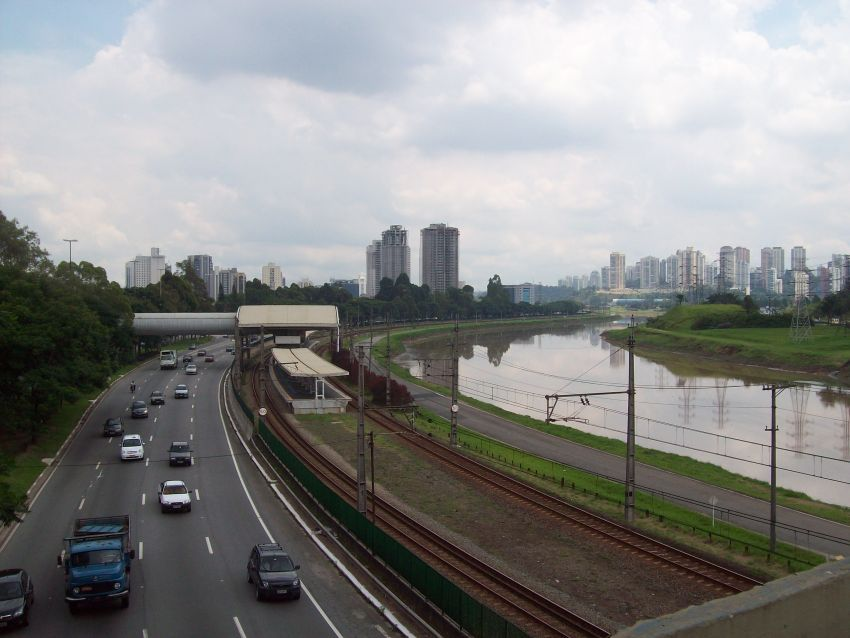
Marginal Pinheiros, snelweg langs de rivier.

Vanaf de jaren 20 werden werken uitgevoerd ter reiniging van de Pinheiros. Het doel van deze werken was om een halt toe te roepen aan de overstromingen, het water te kanaliseren en het te voeren naar het Billings stuwmeer en het omkeren van de stroomrichting van het water met het pompgemaal van Traição. Hiermee werden de condities gecreëerd voor de aanleg van de Henry Borden hydro-elektrische centrale in Cubatão. Die ontvangt water van de Tietê (rivier) voor de Pinheiros en voor Billings, profiterend van het grote niveauverschil van de serra do Mar van meer dan 700 m om elektrische energie op te wekken. Het water in de Pinheiros kan worden gestuurd in beide richtingen door simpelweg uitschakelen van de pompinstallatie en het openen van een benedenstroomse dam stroomt het water naar de Tiete rivier in natuurlijke richting. Andersom door het inschakelen van de pompinstallatie en het sluiten van de benedenstroomse dam kan men zo het water in het Billings stuwmeer pompen.
De werkzaamheden, samen met de aanleg van snelwegen, brachten een halt toe aan de overstromingen van de Pinheiros.

## Milieuproblemen
Ondertussen bergt de Pinheiros de toestroom van 290 industrieën, afval van 400.000 gezinnen en het afval van verschillende zijrivieren, zoals de Pirajussara.
Er zijn diverse projecten om de vervuiling van de rivier terug te dringen. Aanleg van gescheiden afvalwater systemen en transport van huisvuil en industrieel afval naar de afvalverwerking Barueri door de Sabesp. Behalve de constructie van gescheiden afvoersystemen zijn er processen in studie voor additionele sanering van de rivier, zoals flotatie en dreggen.

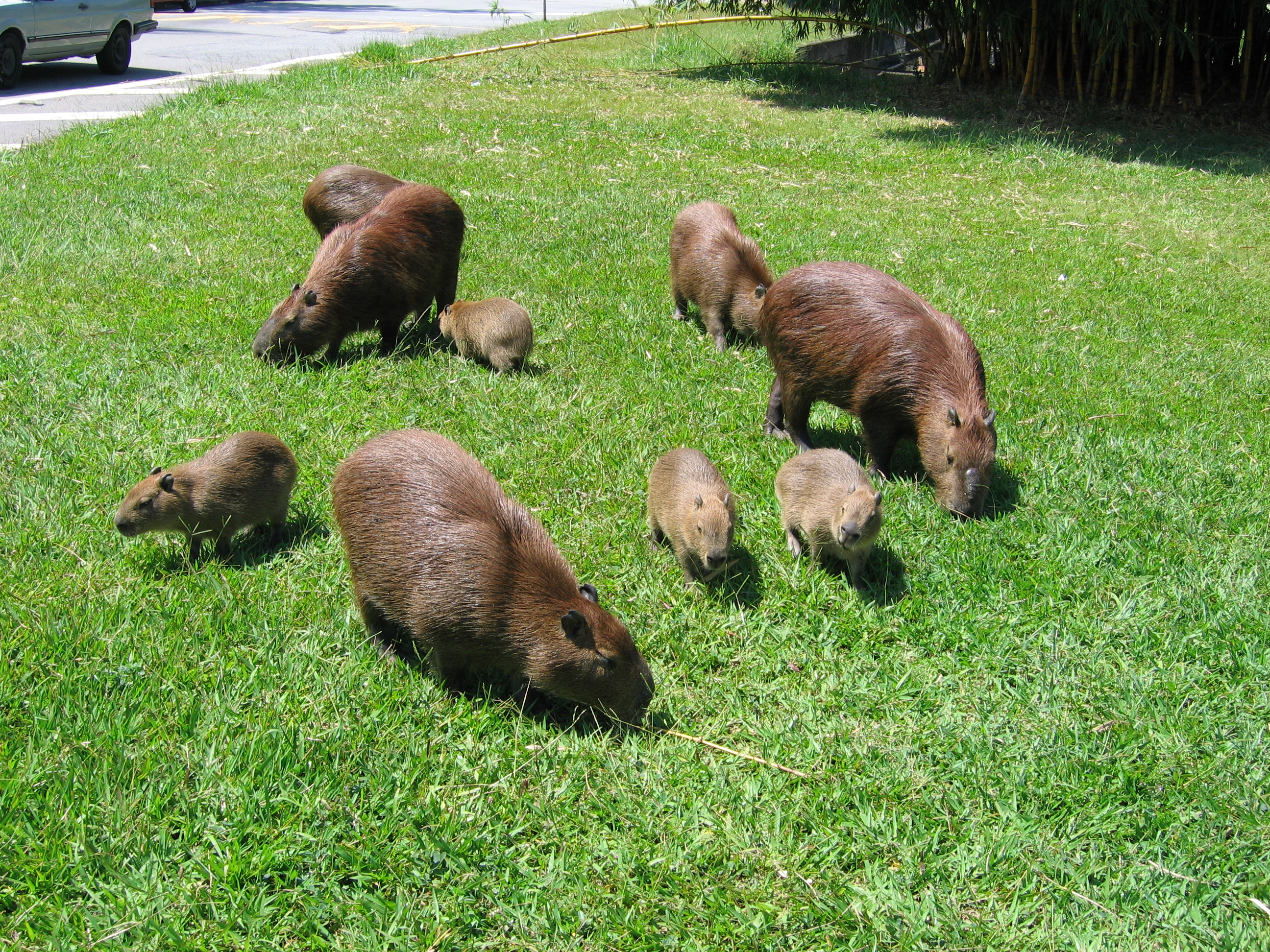
Capibara's bij de Universiteit van São Paulo, dicht bij de Marginal Pinheiros

Onder de herstelprojecten van de rivier onderscheidt zich het "Projeto Pomar(Project Boomgaard)", een initiatief om bloemen en vruchtbomen te planten aan de oevers van de rivier, waardoor deze veranderen in een tuin, inmiddels 14 km lang. Dit project is een gezamenlijk initiatief van het gouvernement van de staat São Paulo in partnerschap met elf privébedrijven. De eerste initiatieven in 1999 begonnen met landschapsverfraaiing aan de linkeroever van de rivier.
De uiteindelijke hoop is dat de oorspronkelijke vissoorten en planten in het water zullen terugkeren. Capibara's, haviken, kieviten, slangen, beverratten, krokodillen en andere dieren overleven ternauwernood aan de Pinheiros.
De kosten voor het saneren van de Pinheiros waren aanvankelijk begroot op US$ 100 miljoen volgens de officiële gegevens van de regering van de Staat São Paulo.

## Externe bronnen
- (pt)  Rio Pinheiros no Projeto São Paulo 450 Anos, educatieve pagina over de stad São Paulo
- (pt)  Projeto Pomar, página da Secretaria do Meio Ambiente do governo de São Paulo sobre o Projeto Pomar
- De rivier op WikiMapia